# Vicente Castell
Vicente Castell Doménech (5. května 1871, Castellón de la Plana – 18. ledna 1934, Castellón de la Plana) byl španělský kostumbristický malíř.

## Životopis
Narodil se ve čtvrti nižší střední třídy, kde se hodně lidí včetně jeho rodičů věnovalo rukodělným pracím. Měl vášeň pro kreslení a ve dvanácti letech se vyučil v místní dílně dekorativní malby.
Díky svému talentu se nakonec dostal tříd, které vyučoval kostumbristický malíř a profesor kreslení Eduardo Laforet (1850–1941), který bydlel v dílně v Castellónu, kde vyučovalmladé umělce.

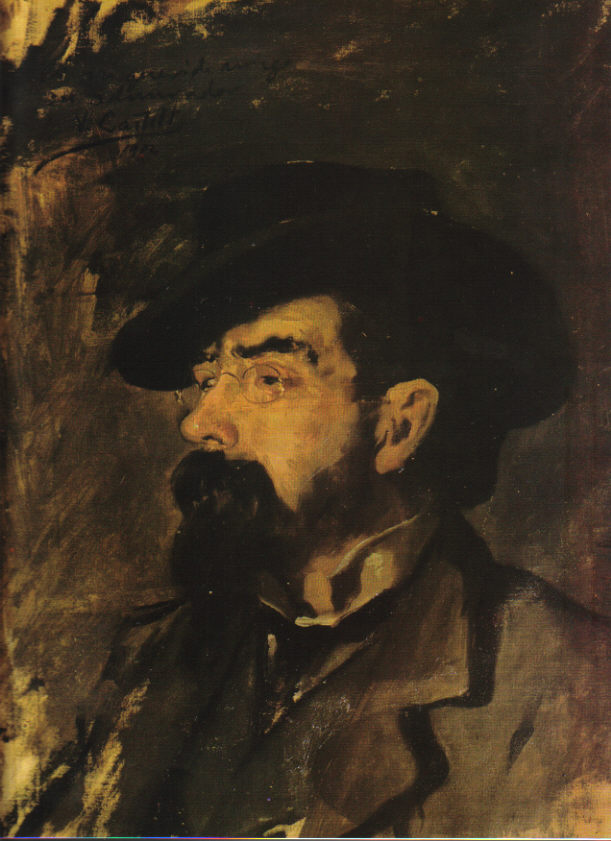
Portrét kytaristy Francisca Tárregy (1904)

Jeden z Laforetových spolupracovníků pomohl Castellovi zapsat se na Real Academia de Bellas Artes de San Carlos ve Valencii. Zde studoval mezi lety 1891 a 1893, peníze si vydělával na příležitostných pracích a malováním portrétů. Když tam byl, dostal se pod vliv Joaquína Sorolla a Ignacia Pinaza.
Na základě své práce získal stipendium v Diputación Provincial de Castellón. také se mu podařilo najít patrona: Gaspara Cazadora , majitele Hotelu España Tyto zdrojemu umožnili mezi lety 1898 až 1899 studovat na Real Academia de Bellas Artes de Sant Jordi v Barceloně a na Real Academia de Bellas Artes de San Fernando v Madridu. Tam navštívil Museo del Prado, aby se seznámil se starými mistry. Později navštívil Řím, kde onemocněl žlutou zimnicí a málem zemřel. přítelvšak zasáhl a dostal ho zpět domů, kde se uzdravil a mohl se zúčastnit Exposition Universelle v Paříži.
V roce 1901 získal bronzovou medaili na Národní Výstavě výtvarných umění. Další rok se oženil s neteří jednoho z malířů od kterých se učil jako chlapec a založil výtvarnou akademii. Učil jedny z nejvýznamnějších malířů z Castellónu jako byli například Juan Bautista Porcar, Juan Adsuara Ramos nebo Matilde Segarra Gil
Během války byl malý zájem o umění a tak si s přítelem založil dílnu, kde vyráběli hračky. Poté, co se píchl do prostředníčku třískou, musel podstoupit operaci protože se mu do rány dostala infekce, prst byl poté prakticky paralyzovaný.
V roce 1923 ho starosta Francisco Ruiz Cazador jmenoval městským radním a později se stal místostarostou. V roce 1928 byl jedním ze zakladatelů školu uměleckých řemesel a byl vybrán jak její ředitel
V letech 1932 a 1933 utrpěl srdeční záchvat a roku 1934 na jeden zemřel. Později po něm byla pojmenována ulice a škola v Castellónu.

## Vybrané obrazy

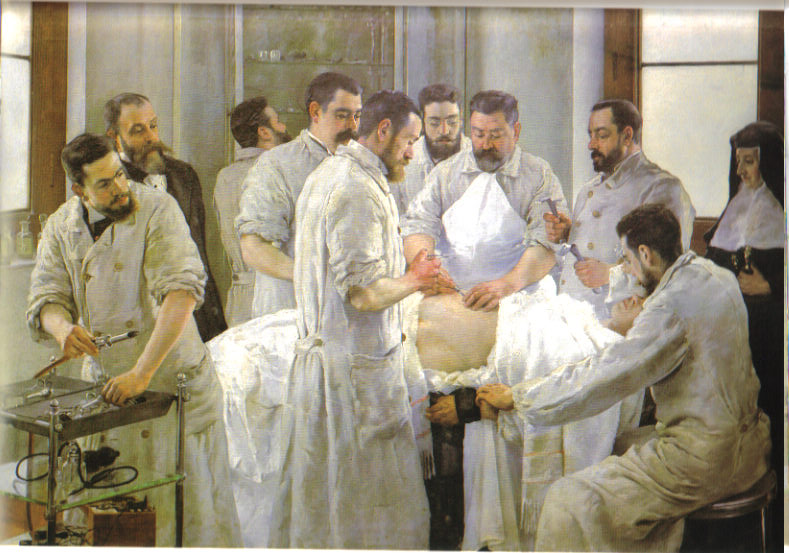
Laparotomie
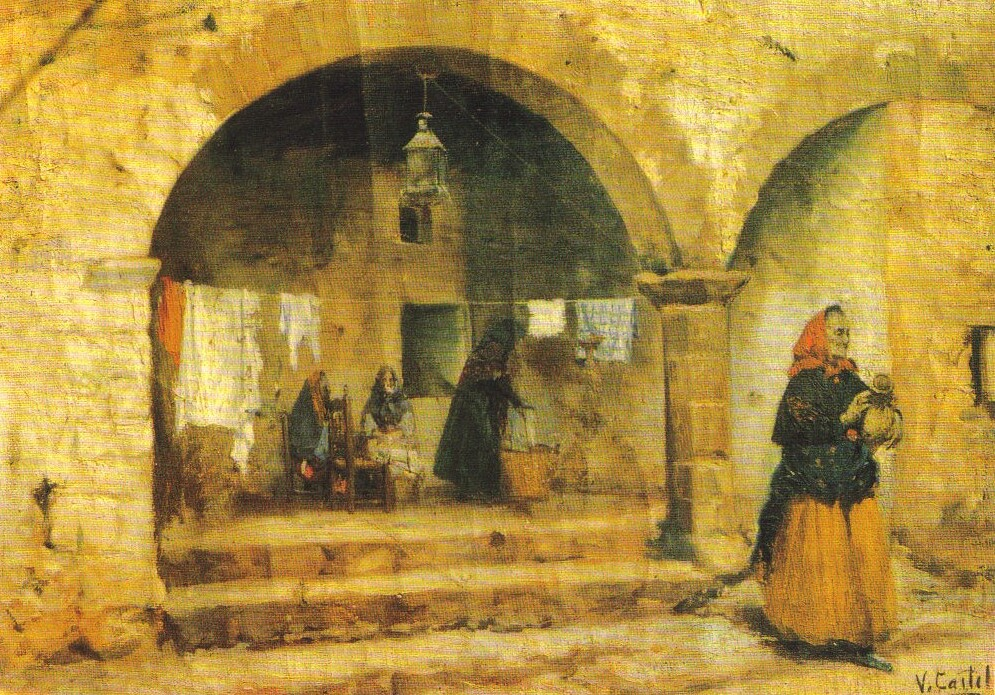
Studna v Benassal
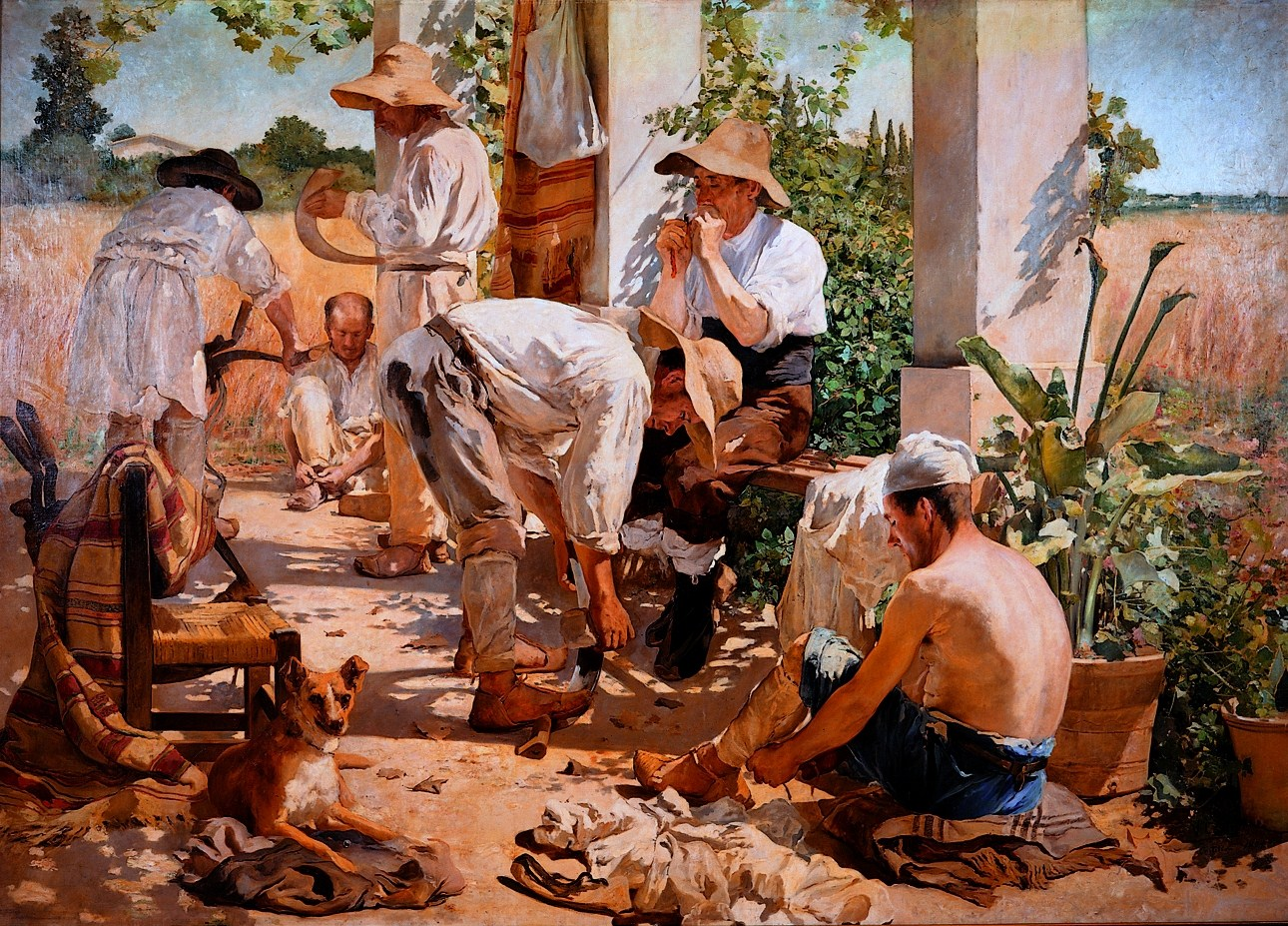
Ženci